# Hollád
Hollád è un comune dell'Ungheria di 297 abitanti situata nella contea di Somogy, nell'Ungheria centro-occidentale.